# يوجينيو فيغيريدو
يوجينيو فيغيريدو (بالإسبانية: Eugenio Hermes Figueredo Aguerre)‏ (10 مارس 1932) شغل منصب رئيس اتحاد أمريكا الجنوبية لكرة القدم من 2013 إلى 2014.